# Pojazd samochodowy

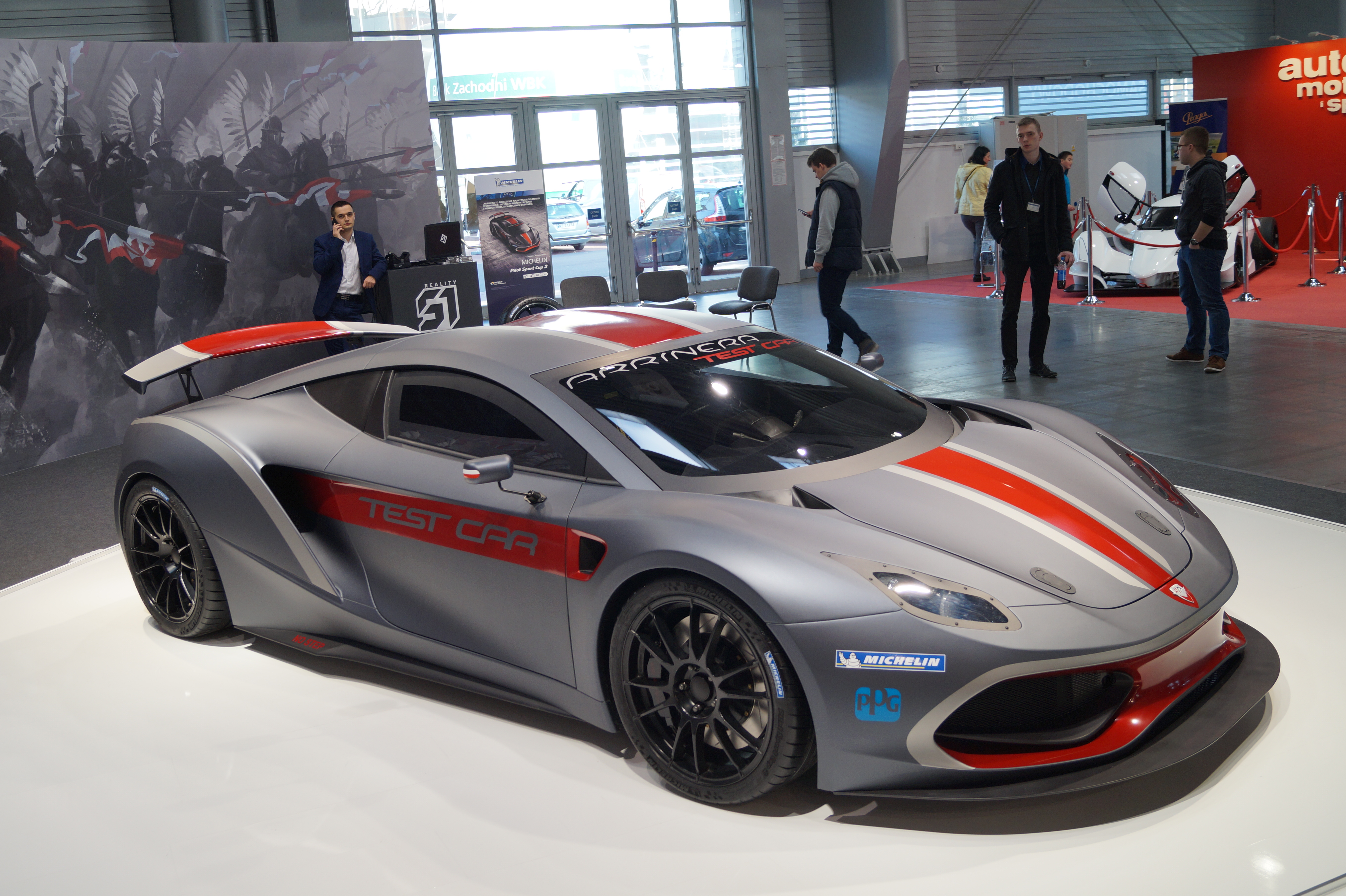
Pojazd samochodowy

Pojazd samochodowy – według kodeksu drogowego pojazd silnikowy, którego konstrukcja umożliwia jazdę z prędkością przekraczającą 25 km/h. Określenie to nie obejmuje ciągnika rolniczego.
Używany jest zwykle do przewozu na drogach osób lub rzeczy albo do ciągnięcia po drogach pojazdów używanych do przewozu osób lub rzeczy.
Według art. 4 pkt 1 i 2 ustawy z dnia 6 września 2001 r. o transporcie drogowym za pojazdy samochodowe uważa się również zespoły pojazdów składające się z pojazdu samochodowego i przyczepy lub naczepy.